# Bayano (Schiff, 1913)
Die Bayano war ein im Juni 1913 in Dienst gestelltes, britisches Kühlschiff der in Glasgow ansässigen Reederei Elders & Fyffes Ltd. Gebaut wurde der Frachter von der in Linthouse (einem Distrikt von Glasgow) sitzenden Werft Alexander Stephen and Sons. Der Stapellauf des 1912 in Auftrag gegebenen Frachters fand am 19. April 1913 statt. Nach Ausbruch des Ersten Weltkrieges im Sommer 1914, wurde das Schiff im November 1914 von der Royal Navy requiriert und unter der Bezeichnung beziehungsweise mit der Kennung HMS Bayano (M78) als bewaffneter Hilfskreuzer eingesetzt. In dieser Funktion ging das Schiff am 11. März 1915 durch den Angriff eines deutschen U-Bootes verloren, wobei beinahe 200 Seeleute den Tod fanden.

## Technische Daten
Die Bayano war 126,95 Meter lang und 16,20 Meter breit. Der durchschnittliche Tiefgang lag bei 7,10 Meter, konnte aber bei voller Beladung auf 9,16 Meter anwachsen. Das aus Stahl gebaute Kühlschiff war mit 5.948 BRT vermessen und diente vorzugsweise dem Transport von tropischen Früchten. Die Antriebsanlage bestand aus vier Dampfkesseln und zwei dreizylindrigen Dreifach-Expansionsmaschinen; die maximale Leistung lag bei etwa 3.800 PSi, was dem Schiff eine Höchstfahrt von rund 14,5 kn (knapp 27 km/h) ermöglichte. Die Besatzung bestand normalerweise aus 21 Personen. Im Kontext der Requirierung durch die Royal Navy und des Umbaus zu einem Hilfskreuzer (armed merchant cruiser), erhielt das Schiff eine Bewaffnung, welche aus zwei älteren 15,2-cm-Geschützen und zwei 7,62-cm-Geschützen bestand. Da neben den Bedienmannschaften für die Geschütze auch noch bewaffnete Prisenkommandos an Bord untergebracht wurden, wuchs die Besatzung im Rahmen der Umrüstung auf mehr als 200 Personen an.

## Dienstzeit
Nach der Indienststellung im Sommer 1913 wurde die Bayano auf der nordatlantischen Route eingesetzt und transportierte tropische Früchte, vorzugsweise Bananen, von karibischen und mittelamerikanischen Häfen nach dem Vereinigten Königreich. In dieser Funktion kam das Schiff bis zum Ausbruch des Ersten Weltkrieges zum Einsatz. Am 21. November 1914 wurde der Frachter, gemeinsam mit vier weiteren Schiffen der Fyffes Line, von der Royal Navy requiriert und bis Ende 1914 in Glasgow zu einem Hilfskreuzer umgerüstet. Noch während des anlaufenden Umbaus übernahm am 23. November 1914 Commander Henry Cecil Carr das Kommando über den Hilfskreuzer; er war der erste und zugleich auch letzte Kommandant des Schiffes. Ab Januar 1915 patrouillierte die Bayano als Teil des 10. Kreuzergeschwaders beziehungsweise der sogenannten Northern Patrol zwischen Schottland, Island und den Lofoten. Ziel war es dabei, nach Möglichkeit deutsche Handelsschiffe und Blockadebrecher aufzubringen.

## Untergang
Am 11. März 1915 befand sich die Bayano auf dem Rückmarsch von einer Patrouillenfahrt; Ziel war der Hafen von Liverpool zwecks Kohlenübernahme. In den Morgenstunden dieses Tages, etwa gegen 04:50 Uhr, der Dampfer stand zu diesem Zeitpunkt etwa zehn Seemeilen westnordwestlich des Corsewall Lighthouse, wurde die abgedunkelt fahrende Bayano in der Morgendämmerung von dem deutschen U-Boot U 27 unter dem Kommando von Kapitänleutnant Bernd Wegener entdeckt. Der Hilfskreuzer hatte in den Nachtstunden wegen der im Nordkanal ausgelegten Netzsperren (zur Abwehr von U-Booten) seine Geschwindigkeit auf etwa sieben Knoten (13 km/h) verringert, so dass das deutsche U-Boot rasch aufschließen und sich in eine Abfangposition begeben konnte. Um 05:15 Uhr feuerte U 27 aus nur rund 300 Metern Entfernung einen einzelnen Torpedo ab, der nur wenige Augenblicke später die Bayano im Vorschiff traf und dort explodierte. Dieser Treffer verursachte eine Folgeexplosion von Munition an Bord des Hilfskreuzers, so dass dieser rasch über den Bug zu sinken begann. Da ein Großteil der Besatzung des britischen Schiffes zum Zeitpunkt der Attacke zur Nachtruhe gelegen hatte und da sich die Mannschaftsunterkünfte zudem noch überwiegend im vorderen Bereich des Rumpfes befunden hatten, konnten sich nur vergleichsweise wenige Besatzungsangehörige retten.
Innerhalb von nur etwa fünf Minuten versank die Bayano über den Bug. Insgesamt 195 (oder 196?) Besatzungsangehörige, darunter auch Commander Carr, gingen mit dem Hilfskreuzer unter. Lediglich 26 Überlebende (vier Offiziere und 22 Mannschaftsdienstgrade) wurden rund vier Stunden nach dem Untergang von dem von Ayr nach Belfast laufenden britischen Kohlentransporter Balmarino zufällig entdeckt und gerettet. (Bereits zuvor hatte der britische Frachter Castlereagh die Untergangsstelle passiert gehabt, dieser hatte jedoch wegen der – korrekterweise – vermuteten U-Boot-Bedrohung keinen Rettungsversuch unternommen, sondern hatte das Trümmerfeld mit hoher Fahrt und im Zickzackkurs wieder verlassen. Es ist unklar, inwieweit sich hierdurch die Zahl der Opfer infolge Erschöpfung und Unterkühlung möglicherweise erhöht hat.) In den nachfolgenden Tagen und Wochen wurden immer wieder Trümmer und Leichen an der Küste der Isle of Man angeschwemmt, was dazu beitrug, dass das im Kontext des Ersten Weltkrieges teils in Vergessenheit geratene Ereignis auch heute noch auf der Isle of Man in Erinnerung ist.
Die Untergangsposition der Bayano befindet sich in etwa auf 55° 3′ N, 5° 26′ W. Das Wrack liegt in rund 100 Metern Wassertiefe und ist als Kriegsgrab deklariert.